# Paul Marty (rugby à XV)
Pour les articles homonymes, voir Marty.
Pas d'image ? Cliquez ici

a Compétitions nationales et continentales officielles uniquement.

Dernière mise à jour le 8 avril 2020.
Paul Marty, né le 24 décembre 1996, est un joueur français de rugby à XV. Il évolue au poste de centre au RC Narbonne.

## Biographie
Originaire de Pézilla-la-Rivière,, Paul Marty rejoint l'USA Perpignan en cadets. Il étudie au lycée Aristide-Maillol et intègre sa section sportive. Il fait une licence STAPS à Font-Romeu.
Il intègre le centre de formation de l'USA Perpignan.
En 2017, il est champion de France espoir avec l'USA Perpignan.
En 2019, il signe au RC Narbonne,.

## Style de jeu
Paul Marty joue au centre, mais il peut évoluer à l'arrière et à l'ouverture ; il possède notamment un gros coup de pied.